# Кіровоградська обласна державна адміністрація
Кіровоградська обласна державна адміністрація — місцева державна адміністрація Кіровоградської області.
У зв'язку з широкомасштабним вторгненням Росії 24 лютого 2022 року набула статусу військової адміністрації.